# Golpe de Estado no Haiti em setembro de 1988
O golpe de Estado no Haiti em setembro de 1988 ocorreu em 17 de setembro de 1988, quando um grupo de oficiais não-comissionados da Guarda Presidencial Haitiana derrubou o General Henri Namphy, e trouxe o General Prosper Avril ao poder.  Namphy fora um membro do Conselho Nacional de Governo de 1986 até a posse em fevereiro de 1988 de Leslie Manigat, que havia vencido a eleição presidencial controlada pelos militares de 1988. Namphy havia derrubado Manigat no golpe de Estado de junho de 1988 quando Manigat procurou exercer seu direito constitucional de controlar as designações militares.
O Massacre de São João Bosco de 11 de Setembro, atribuído a antiga Tonton Macoute, contribuiu para o golpe de setembro, particularmente após Namphy não condená-lo e seis participantes forem autorizados a aparecer na televisão nacional no dia seguinte e emitir novas ameaças. Conforme a Comissão Interamericana de Direitos Humanos colocou: "Muitas pessoas ficaram indignadas que estes indivíduos pudessem aparecer na televisão, sem qualquer disfarce, confessar sua participação nestes eventos e ameaçar futuros atos criminosos sem medo de serem presos pelas autoridades".  Além disso, havia temores de que o massacre poderia ser o início do ressurgimento da Tonton Macoute e possivelmente eclipsar o exército.
Em uma breve declaração preparada, lida em nome da Guarda Presidencial, às 2 da manhã de domingo, o Sargento Joseph Heubreux explicou o golpe como uma tentativa de oficiais não-comissionados de restaurar a honra das Forças Armadas do Haiti e para acabar com um período de violência aleatória e confusão na cadeia de comando do exército sob o General Namphy. O Sargento Heubreux apresenta o seu novo chefe de Estado, Prosper Avril, como "o oficial mais honesto" nas forças armadas haitianas. O tenente-general Prosper Avril declarou que aceitou a indicação como Presidente para "salvar o país da anarquia e do caos". 
Avril foi removido do Conselho Nacional de Governo em 1986 após manifestações protestando por suas ligações com o regime anterior de Jean-Claude Duvalier.  O golpe de setembro o trouxe para a Presidência, e ele permaneceu lá como chefe de um regime militar até Março de 1990.